# Владимир Гортан
Владимир Гортан (Берам, код Пазина, 7. јун 1904 — Пула, 17. октобар 1929) био је истарски антифашиста, којег су стрељали италијански фашисти.

## Биографија
Владимир Гортан рођен је 7. јуна 1904. године у Берму код Пазина. Био је члан словеначко-хрватске борбене организације ТИГР, која је у Пазинштини организовала демонстрације против парламентарног фашистичког „плебисцита“. 29. марта 1929. године, Гортан и другови су оружаном акцијом омели пролаз бирачке поворке, доказавши да Истра није пацификована и денационализована. Гортан је ухваћен у бегу, пред југословенском границом. Дуго је мучен, а Специјални суд из Рима осудио га је у Пули на смрт стрељањем ради застрашивања осталих истарских бораца. Стрељан је 17. октобра 1929. године.
Оружана акција, Гортаново храбро држање и фашистички злочин имали су снажну јеку у демократској јавности Југославије и Европе. Гортан је с временом постао симбол националне и антифашистичке борбе Истре. Преживели „гортановци“ касније су учествовали у Народноослободилачкој борби, а неке истарске бригаде носиле су његово име.
Председник Јосип Броз Тито је 1953. године присуствовао преносу Гортанових посмртних остатака и откривању споменика подно Берма.

## Наслеђе
Прва истарска бригада „Владимир Гортан“ је од свог оснивања, 1943. године, па до краја рата носила његово име. После рата, његово име су добиле бројне основне школе по Хрватској, железничко-грађевно предузеће Владимир Гортан, твртка Гортан-Задар и остале установе.